# 2011-12년 이탈리아 축구 스캔들
2011-12년 이탈리아 축구 스캔들은 이탈리아의 축구 스캔들로, 칼초스코미세(Calcioscommesse)라고도 한다. 2011년 6월 이탈리아 경찰 측에 의해 세상에 드러났으며, 많은 관계자들이 체포되거나 징계 등의 처분을 받았다. 이 사건은 상위 리그인 세리에 A와 세리에 B 뿐만 아니라 하부 리그인 레가 프로 프리마 디비시오네와 레가 프로 세콘다 디비시오네까지 광범위한 규모에서 자행되었으며, 주세페 시뇨리와 크리스티아노 도니 등 대형 스타들이 연루되었다.

## 2011년 6월, 첫 수사

### 연루된 사항
- 마르코 파올리니: 베네벤토의 골키퍼(체포됨)이며, 승부조작의 중심으로 여겨지고 있고, 크레모네세(2011년 1월까지 뜀)와 베네벤토(겨울 이적시장에 입단)에서의 승부조작에서 활발하게 활동한 피의자이고, 승부조작을 위하여 고의적으로 그의 과거 크레모네세 동료들을 약물에 중독시킴. 추가적으로 불법 베팅 활동과 승부조작을 위한 모든 조직들을 세운 피의자이다.[2]
- 주세페 시뇨리:전 이탈리아 축구 국가대표팀 선수이자 세리에 A 득점왕이며, 자택에서 체포되었다. 불법 베팅 혐의에 의심받고 있다.[2]
- 스테파노 베타리니:전 이탈리아 축구 국가대표팀 선수, 수사중에 있으며, 몇차례의 승부조작을 하게한 혐의에 의심받고 있다.[2]
- 안토니오 벨라비스타:과거에 바리의 주장이였고, 수사중에 있으며, 몇차례의 승부조작을 하게한 혐의에 의심받고 있다.[2]
- 마우로 브레산:과거 세리에 A 선수이였으며, 수사중에 있으며, 몇차례의 승부조작을 하게한 혐의에 의심받고 있다.[2]
- 크리스티아노 도니:아탈란타의 주장이고 전 이탈리아 축구 국가대표팀 선수이며 수사중에 있으며, 몇차례의 승부조작을 하게한 혐의에 의심받고 있다.[2]
- 비토리오 미콜루치:아스콜리 선수이고, 체포되었다. 세리에 B의 몇차례의 경기를 승부조작 활동을 한 혐의에 의심받고 있다.[2]
- 잔프란코 파를라토:비아레조의 코칭 스테프이고, 과거 세리에 B 출신 선수이며, 체포되었다. 레가 프로 프리마 디비시오네의 몇차례의 경기를 승부조작 활동을 한 혐의에 의심받고 있다.[2]

흥미롭게도 일부 연류된 인물들 중에는 비슷한 기소에서 조사를 받았거나 유죄 판결을 받았다:크리스티안 도니는 2000년에 무죄를 선고받았고, 반면에 빈첸초 솜메세 (2007년) 그리고 스테파노 베타리니 (2005년)는 불법 베팅 행위로 인해 6개월간 선수 자격을 상실했었다.

### 1차 판결 징계
2011년 8월 9일, 이탈리아 축구협회는 스캔들에 연류된 모든 이들에게 1차 기소에 대한 징계를 알렸다.

#### 클럽
- 아탈란타 BC: 2011–12 시즌 승점 6점 삭감.
- 아스콜리 칼초 1898: 2011–12 시즌 승점 6점 감점, 추가로 5만 유로의 벌금.
- 엘라스 베로나 FC: 2만 유로의 벌금.
- US 사수올로 칼초: 2만 유로의 벌금.
- US 알레산드리아 칼초 1912: 레가 프로 세콘다 디비시오네로 강제 강등.
- 베네벤토 칼초: 2011–12 시즌 승점 9점 삭감.
- US 크레모네세: 2011–12 시즌 승점 6점 삭감, 추가로 3만 유로의 벌금.
- FC 에스페리아 비아레조: 2011–12 시즌 승점 1점 삭감.
- 피아첸차 칼초: 2011–12 시즌 승점 4점 삭감, 추가로 5만 유로의 벌금.
- 칼초 포르토그루아로 숨마가: 2만 유로의 벌금.
- 라벤나 칼초: 2011–12 시즌 레가 프로 프리마 디비시오네에서 제외되었으로, 자동적으로 레가 프로 세콘다 디비시오네로 강등, 추가로 5만 유로의 벌금.
- AC 레자나 1919: 2011–12 시즌 승점 2점 삭감.
- 스페치아 칼초: 2011–12 시즌 승점 1점 삭감.
- AS 타란토 칼초: 2011–12 시즌 승점 1점 삭감.
- 비르투스 엔텔라: 1만 5천 유로의 벌금.

#### 인물
- 안토니오 벨라비스타: 5년간 축구 활동 금지;
- 마우로 브레산: 3년 6개월간 축구 활동 금지;
- 조르조 부포네: 5년간 축구 활동 금지;
- 안토니오 치리엘로: 1년간 축구 활동 금지;
- 다니엘레 데오마: 1년 9개월간 축구 활동 금지;
- 크리스티아노 도니: 3년 6개월간 축구 활동 금지;
- 마시모 에로디아니: 5년간 축구 활동 금지;
- 잔니 파브리: 5년간 축구 활동 금지;
- 스티븐 페니치오: 경고;
- 카를로 제르바소니: 5년간 축구 활동 금지;
- 토마스 만프레디니: 3년간 축구 활동 금지;
- 마르코 파올로니: 5년간 축구 활동 금지;
- 살바토레 콰드리니: 1년간 축구 활동 금지;
- 레오나르도 로시: 3년간 축구 활동 금지;
- 니콜라 산토니: 4년간 축구 활동 금지;
- 다비데 사베리노: 3년간 축구 활동 금지;
- 주세페 시뇨리: 5년간 축구 활동 금지;
- 빈첸초 솜메세: 5년간 축구 활동 금지;
- 조르조 벨트로니: 4년간 축구 활동 금지;

### 항소
이탈리아 축구협회의 Corte di Giustizia Federale는 다음의 항소 결과를 알렸다.
- 토마스 만프레디니: 무죄[3][4]

### 종심법원 항소
이탈리아 국가 올림픽 위원회의 Tribunale Nazionale di Arbitrato per lo Sport는 최종 항심의 결과를 알렸다.
- 크리스티안 도니 (기각)[5]

## 유베 스타비아 – 소렌토 승부조작
2011년 10월 11일, 불법 베팅의 조사의 일부로 인하여, 이탈리아 축구협회는 2009년 4월 5일에 열리기로 한 유베 스타비아 – 소렌토의 경기를 금지시켰다. 이는 나폴리 형사 법원의 요청에 따른 것이였다.

### 징계

#### 클럽
| 명칭             | 징계 (CDN)                                          | 항소 (CGF)    | 최종 항소 (TNAS) |
| ---------------- | --------------------------------------------------- | ------------- | ---------------- |
| SS 유베 스타비아 | 2011–12 시즌 승점 5점 감소.                         | 승점 3점 감소 | 기각             |
| 소렌토 칼초      | 2011–12 시즌 승점 2점 감소, 추가로 2만 유로의 벌금. |               |                  |

#### 인물
| 이름                  | 선고 (CDN)                 | 항소 (CGF) | 최종항소 (TNAS) |
| --------------------- | -------------------------- | ---------- | --------------- |
| 로베르토 아모디오     | 3년 축구 활동 금지         | 기각       | 기각            |
| 크리스티안 비안코네   | 3년 6개월간 축구 활동 금지 |            |                 |
| 안토니오 카스텔라노   | 1년 축구 활동 금지         | 기각       |                 |
| 비탄젤로 스파다베키아 | 3년 3개월간 축구 활동 금지 | 기각       | 기각            |

## 2011년 12월, 2차 수사
2011년 12월 19일에 크리스티아노 도니, 루이지 사르토르, 알레산드로 참페리니, 니콜라 산토니, 카를로 제르바소니, 필리포 카로비오 같은 전현직 축구 선수 같은 핵심급 인물들을 체포한 크레모나 사법 위원회의 요청에 따라 새로운 경찰 활동이 조직되었다. 조사는 참페리니(로마 시절 팀 동료)에게 승부 조작 혐의를 고발당한 구비오의 수비수 시모네 파리나를 조사한 후에 시작되었다.

## 같이 보기
- 1980년 토토네로 스캔들
- 2006년 이탈리아 축구 스캔들
- K리그 승부조작 사건
- 2013년 유로폴 승부조작 수사